# Venturekapital
Venturekapital är en form av riskkapital som investeras i unga bolag med stor potential som är i relativt tidiga skeden av sin utveckling, då exempelvis företaget går från en utvecklingsfas till att testa en ny teknik, starta försäljning eller för att expandera vidare och växa.

## Investeringar
Venturekapital investeras i ofta nystartade bolag med hög risk, hög potential, tillväxtambitioner och stort behov av nytt kapital för att ta nästa steg i bolagets utveckling. Typiska sektorer där venturekapital är vanligt förekommande är bioteknik, informationsteknologi, mjukvara och miljöteknik. Investeringarna ger ägande i form av aktier.
För nystartade bolag fyller venturekapital en nödvändig tillgång till kapital. Ofta kan bolagen inte få tillgång till kapital på annat sätt. Anledningen är att nystartade bolag ofta saknar historik och har negativa kassaflöden och därmed inte kan få tillgång till bankfinansiering via banklån. Venturekapitalbolag använder således inte kreditmarknaden för att belåna bolagen och skapa en så kallad finansiell hävstång såsom inom buyout-segmentet (där mogna bolag förvärvas, belånas och omstruktureras). 
Venturekapital-finansierade företag har en betydligt högre tillväxt i sysselsättning än den genomsnittliga sysselsättningstillväxten i samhället. En studie genomförd 2011 visar att sysselsättningen i svenska venturekapital-finansierade företag ökade totalt med 34 procent under perioden 2007 till 2010, till nästan 18 000 anställda. Snittbolaget omsatte år 2010 3,6 miljoner kronor och hade sex anställda.
Venture-aktören, ibland kallad venture-kapitalist, är vanligtvis mycket aktiv i sitt ägande och tillför såväl kapital som branschkunskap, styrelsearbete, strategi och kontakter. Ofta går flera venturekapitalbolag samman och gör en gemensam investering, så kallad syndikering. 
Venturekapital investeras mestadels via fonder. Avkastning uppstår genom försäljning av aktier i de bolag som investerats i. En klassisk venture kapitalinvestering är en tidsbegränsad minoritetsinvestering i ett onoterat företag som resulterar i antingen att bolaget börsnoteras eller att bolaget säljs vidare till antingen en annan investerare eller köps av ett större bolag. 

## Former av venturekapital
Venturekapital är en av flera former av riskkapital. Således är allt venturekapital riskkapital, men allt riskkapital är inte venturekapital.
Venturekapital kan i sin tur delas upp i olika typer beroende på var investeringsobjektet befinner sig i sin bolagsutveckling:
- Såddkapital är den initiala finansieringen som en entreprenör ofta behöver för att kunna utveckla sin idé och starta sitt företag. I dessa faser tillför ofta kapitalisten mer kunskap och kompetens än kapital. Typiska svenska såddinvesteringar varierar från några hundra tusen kronor till några miljoner. Då detta är en mycket riskfylld investeringsform har staten kompletterat de kommersiella aktörerna med skattefinansierade institut som till exempel Almi Företagspartner. Det är också vanligt att rika privatpersoner, så kallade affärsänglar, investerar i denna fas.

- Tillväxtkapital används när företag ska gå från en relativt nystartad verksamhet till en större aktör. Typisk investeringsstorlek är 5-50 miljoner kronor

- Bryggfinansiering är en större investering på ofta 50-250 miljoner kronor som används mellan tillväxtkapitalet och en börsintroduktion.

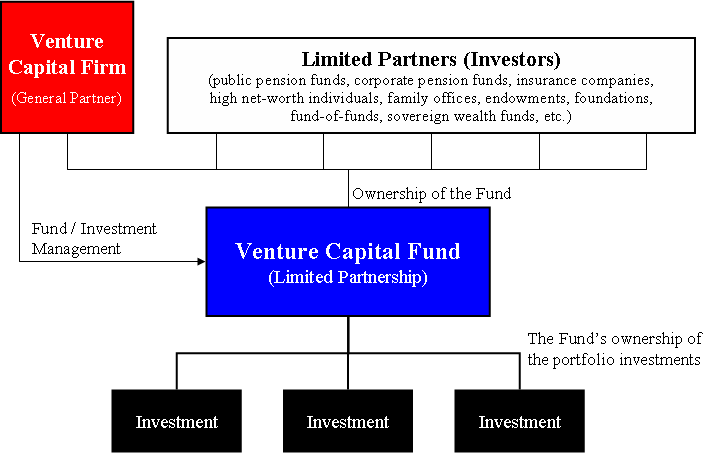
Typisk venturekapitalfondstruktur

## Fondstruktur
Venturekapitalbolag har generellt sett fonder med en livslängd på 10 år. Typiskt sett så är de strukturerade i form av ett partnerskap där så kallade general partners agerar som huvudman för firman och dessutom fungerar som rådgivare till fonderna. De institutionella investerare som sedan i sin tur investerar i fonderna kallas för limited partners och kan vara t.ex. pensionsfonder, försäkringsbolag, privata investerare eller fond-i-fonder.

## Exempel på svenska venturekapitalbolag
- Creandum
- HealthCap AB
- Industrifonden
- Northzone
- SEB Venture Capital

## Exempel på svenska bolag initialt finansierade med venturekapital
- Biotage AB
- Orexo AB
- Neuronova AB
- Scalado AB
- Spotify AB